# US-Bangla-Airlines-Flug 211
US-Bangla-Airlines-Flug 211 (Flugnummer IATA: BS211, ICAO: UBG211, Funkrufzeichen: BANGLASTAR 211) ist ein mehrmals wöchentlich durchgeführter Flug der bangladeschischen Fluggesellschaft US-Bangla Airlines von Dhaka in Bangladesch nach Kathmandu in Nepal. Am 12. März 2018 gegen 14:20 Uhr Ortszeit kam eine De Havilland DHC-8-400 bei der Landung nach einem instabilen Anflug seitlich von der Landebahn ab und ging in Flammen auf. An Bord der Maschine befanden sich 67 Passagiere und 4 Besatzungsmitglieder.

## Flugzeug
Die verunglückte Maschine, eine DHC-8-400 (Kennzeichen: S2-AGU, c/n: 4041), hatte im Jahr 2001 ihren Erstflug. Seither war sie von vier verschiedenen Fluggesellschaften genutzt worden, darunter der deutschen Augsburg Airways von 2008 bis 2013. Ab 2014 war sie in Betrieb durch US-Bangla Airlines. Große Schadensfälle gab es bisher nicht. Am 4. September 2015 war die Maschine in einen kleinen Zwischenfall verwickelt, als sie auf dem Flughafen Saidpur bei ungünstigen Wetterbedingungen von der Landebahn abkam. Dabei kamen keine Personen zu Schaden.

## Hergang
Der Flug verließ den Shahjalal International Airport in Dhaka, um 12:52 Uhr Ortszeit (06:52 Uhr UTC) mt 67 Passagieren und vier Besatzungsmitgliedern an Bord, insgesamt 71 Personen, um zum Tribhuvan International Airport in Kathmandu zu fliegen. Start und Flug verliefen ohne Zwischenfälle.
Der Kontrollturm gab für die Landung zunächst die Landebahn 02 frei, die Cockpitbesatzung ersuchte jedoch um eine Landung auf Landebahn 20 – es handelt sich dabei zwar um dieselbe Landebahn, aber zur Landung aus der entgegengesetzten Richtung. Der Kontrollturm gab dann die Landung dementsprechend frei. Auf Rückfrage des Towers, ob die Crew die Landebahn 20 zur Landung verwenden will, gab die Cockpitbesatzung zur Antwort: „I would like to land on 02“. („Ich würde gerne auf der 02 landen.“)
Die Maschine verpasste die Schwelle der Landebahn 02. Der Kapitän flog daraufhin eine abrupte 180-Grad-Kurve, um Landebahn 20 anzufliegen, also dieselbe Landebahn in entgegengesetzter Richtung. Den zweiten Anflug richtete er zunächst auf eine Rollbahn, worauf ihn der Fluglotse ausdrücklich darauf hinwies, dass es sich hierbei nicht um die Landebahn handelte. Der Kapitän flog daraufhin ein abruptes Flugmanöver, bei dem die Maschine, die sich zu diesem Zeitpunkt auf den Kontrollturm zubewegte, in geringer Entfernung zu diesem mit einem exzessiven linkswärtigen Rollwinkel vorbeiflog. Die Maschine setzte nach diesem instabilen Anflug mit dem rechten Fahrwerksrad auf der Landebahn auf und kam sofort seitlich nach links von ihr ab. Die Maschine rutschte durch die Umzäunung des Flughafens, stürzte auf ein Fußballfeld und überschlug sich. Sie zerbrach in mehrere Teile und ging in Flammen auf, da die Treibstofftanks beschädigt waren.
An der Unfallstelle wurden 40 Tote gefunden, neun weitere Personen wurden am selben Tag im Krankenhaus für tot erklärt. Zwei Insassen starben am Tag nach dem Unfall, ein weiterer nach zwei Wochen. Insgesamt verloren 52 der 71 Menschen an Bord in Folge des Unfalls ihr Leben.

## Ursache
Bei der Auswertung des Cockpit Voice Recorders wurde festgestellt, dass der Flugkapitän offenbar während des Fluges einen emotionalen Zusammenbruch erlitten hatte. Er sei in Tränen ausgebrochen und habe beklagt, dass eine Kollegin, die zwischenzeitlich zu Biman Bangladesh Airlines gewechselt war, seine Fähigkeiten als Prüfkapitän in Frage gestellt hatte. Es konnte festgestellt werden, dass der Flugkapitän aufgrund dieses Zwischenfalls seine Kündigung bei der Fluggesellschaft eingereicht hatte. Auf den Aufnahmen des Stimmenrekorders äußerte er Besorgnis darüber, wo er in Zukunft arbeiten solle. Der Flugkapitän teilte der Ersten Offizierin außerdem mit, dass er die Nacht zuvor überhaupt nicht geschlafen habe. Während der Ausführungen des Kapitäns sei die Erste Offizierin eine passive Zuhörerin gewesen, da es ihr hierarchiebedingt aufgrund von Alter, Geschlecht und beruflicher Funktion nicht möglich war, dem Flugkapitän zu sagen, dass er nicht flugtauglich sei. Ferner war zu hören, dass der Flugkapitän entgegen den Betriebsvorschriften im Cockpit geraucht hatte und zu einem kritischen Zeitpunkt während des Anfluges auf Kathmandu seine Zigarette fallen ließ. Aufzeichnungen über die medizinische Vorgeschichte des Flugkapitäns ergaben, dass dieser in der Vergangenheit an einer Depression gelitten hatte, aufgrund der er von seiner Tätigkeit als Kampfpilot bei den Luftstreitkräften von Bangladesch entlassen worden war. Die Ermittler kamen zum Schluss, dass der Flugkapitän nach dem verfehlten Anflug seiner wesentlich jüngeren Kollegin habe beweisen wollen, dass er ein guter Pilot sei und, um seine Ehre zu retten, versucht habe, die Maschine ungeachtet der denkbar ungünstigen Umstände um jeden Preis zu landen.

## Mediale Aufarbeitung
Der Unfall auf dem Flug 211 war Thema der vierten Folge der einundzwanzigsten Staffel der kanadischen Dokumentarserie Mayday – Alarm im Cockpit, die in Deutschland unter dem Titel Kollaps über Kathmandu (Originaltitel: Meltdown Over Kathmandu) ausgestrahlt wurde.